# استیون ال. نوریس
استیون ال. نوریس (انگلیسی: Stephen L. Norris) کارآفرین، بازرگان و مدیر ارشد اجرایی آمریکایی است، که در سال ۱۹۸۷ با مشارکت دیوید روبنستین، دنیل دنیلو، ویلیام کانوی و گرگ روزنبام گروه کارلایل را تأسیس نمود.